# إيمي فوستر
إيمي فوستر (بالإنجليزية: Amy Foster)‏ هي منافسة ألعاب القوى أيرلندية، ولدت في 2 أكتوبر 1988.

## وصلات خارجية
- إيمي فوستر على موقع الاتحاد الدولي لألعاب القوى (الإنجليزية)
- إيمي فوستر على موقع الدوري الماسي (الإنجليزية)